# Solanum nigrum
La morella comune (Solanum nigrum L., 1753) è una pianta erbacea della famiglia delle Solanacee.

## Etimologia
Il nome generico (sōlānum) deriva da sōlāmĕn (=consolazione, conforto), ovvero sōlor (=consolare, alleviare) e deriva dalle proprietà medicamentose e sedative di alcune specie di questo genere. L'epiteto specifico (nigrum) deriva ovviamente dal colore delle bacche.

Il binomio scientifico è stato definito nel 1753 da Carlo Linneo (1707 – 1778) biologo e scrittore svedese, padre della moderna classificazione scientifica degli organismi viventi.

In lingua tedesca questa pianta si chiama schwarzer Nachtschatten (= ombra notturna nera); in francese si chiama Morelle noire; in inglese si chiama Black Nightshade (= ombra notturna nera).

## Descrizione

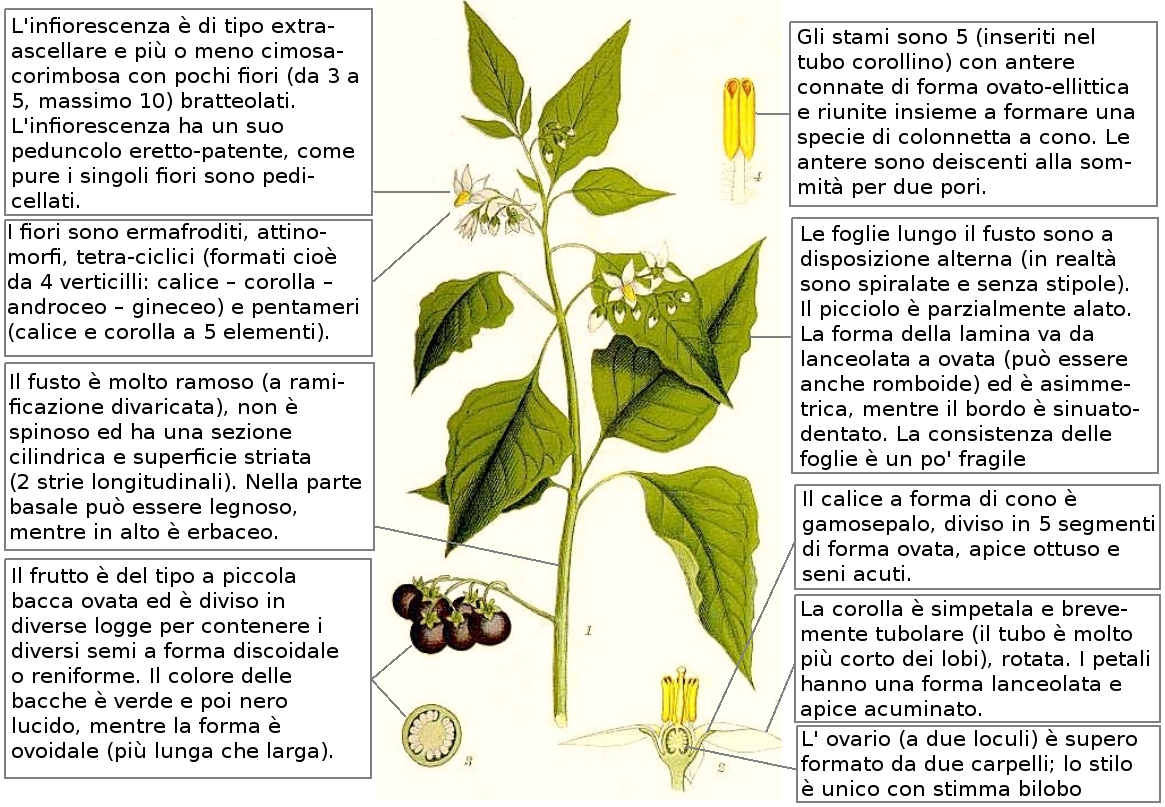
Descrizione delle parti della pianta

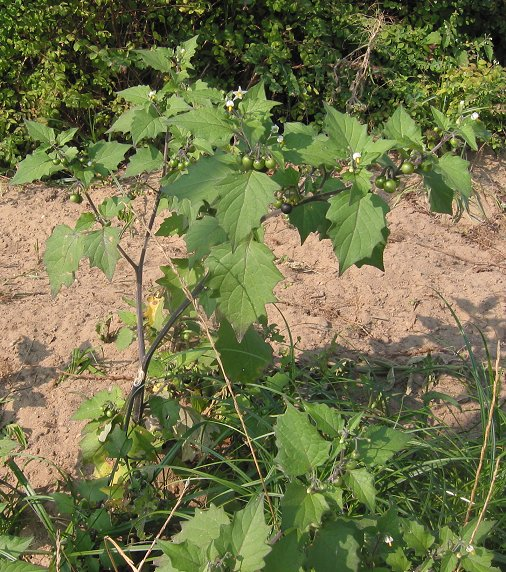
Il portamento

Queste piante in genere sono ascendenti; il fusto può essere eventualmente prostrato solo nella parte basale. L'altezza varia da 1 a 7 dm. La forma biologica è terofita scaposa (T scap), ossia sono piante erbacee che differiscono dalle altre forme biologiche poiché, essendo annuali, superano la stagione avversa sotto forma di seme, sono inoltre munite di asse fiorale eretto. Tutta la pianta (fusto e foglie) si presenta un po' biancastra. 

### Radici
Le radici sono fibrose e fittonanti.

### Fusto
Il fusto è molto ramoso (a ramificazione divaricata), non è spinoso ed ha una sezione cilindrica e superficie striata (2 strie longitudinali). Nella parte basale può essere legnoso, mentre in alto è erbaceo. Si presenta inoltre succoso (quasi vischioso-peloso) e dall'odore muschiato. Il colore del fusto può essere porporino.

### Foglie

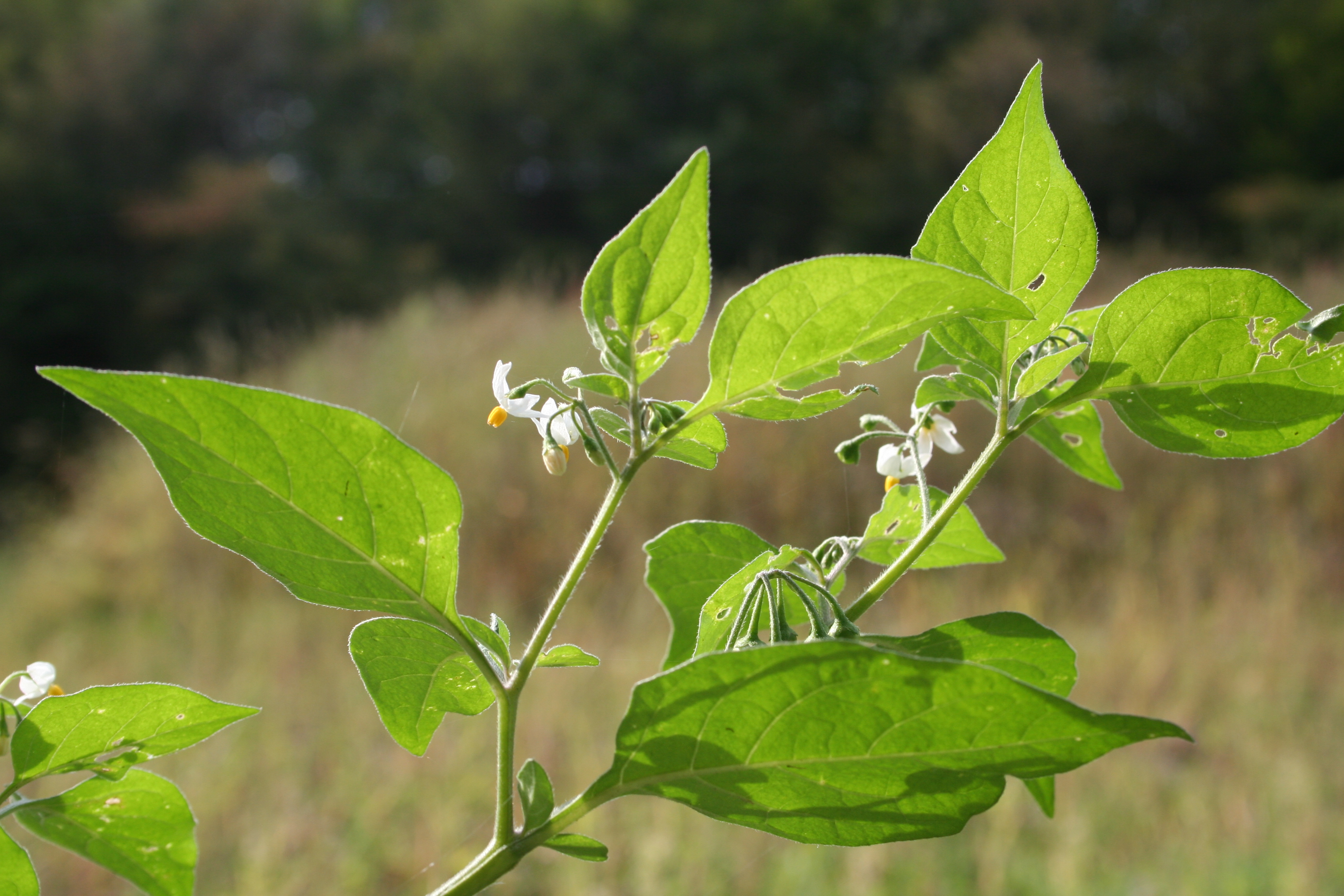
le foglie
Località : Canè, Limana (BL), 400 m s.l.m. - 18/9/2006

Le foglie lungo il fusto sono a disposizione alterna (in realtà sono spiralate e senza stipole). Il picciolo è parzialmente alato. La forma della lamina va da lanceolata a ovata (può essere anche romboide) ed è asimmetrica, mentre il bordo è sinuato-dentato. La consistenza delle foglie è un po' fragile. Lunghezza del picciolo: 1 – 3 cm. Dimensione delle foglie: larghezza 3–5 cm; lunghezza 5–8 cm.

### Infiorescenza

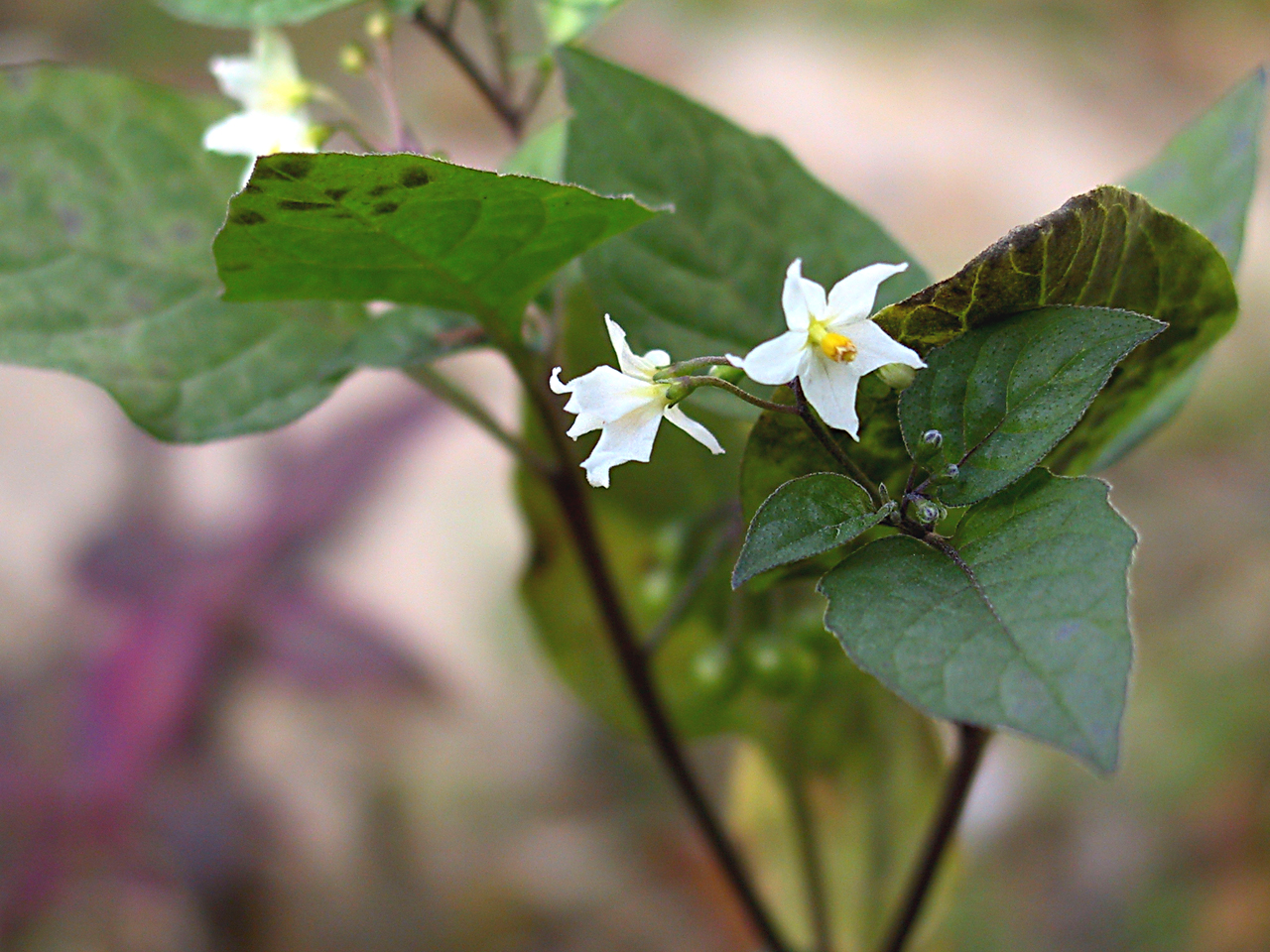
Infiorescenza

L'infiorescenza è di tipo extra-ascellare e più o meno cimosa-corimbosa con pochi fiori (da 3 a 5, massimo 10) bratteolati. L'infiorescenza ha un suo peduncolo eretto-patente, e i singoli fiori sono pedicellati. Lunghezza dei peduncoli alla fruttificazione: 14–30 mm.

### Fiore
I fiori sono ermafroditi, attinomorfi, tetra-ciclici (formati cioè da 4 verticilli: calice – corolla – androceo – gineceo) e pentameri (calice e corolla formati da 5 elementi). Diametro dei fiori: 8–12 mm.
- Formula fiorale:

* K (5), [C (5), A 5], G (2) (supero)
- Calice: il calice a forma di cono è gamosepalo, diviso in 5 segmenti di forma ovata, apice ottuso e seni acuti. La superficie del calice è scarsamente pubescente. Dimensione del calice: 2,5 mm.
- Corolla: la corolla (ipogina) è simpetala e brevemente tubolare (il tubo è molto più corto dei lobi), rotata e di colore bianco. I petali hanno una forma lanceolata e apice acuminato. I petali alla fine dell'infiorescenza si ripiegano all'indietro. Lunghezza dei petali: 6 mm.
- Androceo: gli stami sono 5 (inseriti nel tubo corollino) con antere connate di forma ovato-ellittica e riunite insieme a formare una specie di colonnetta a cono. Le antere sono deiscenti alla sommità per due pori. Il poro di deiscenza occupa tutta la larghezza della loggia. Il colore delle antere è giallo carico.

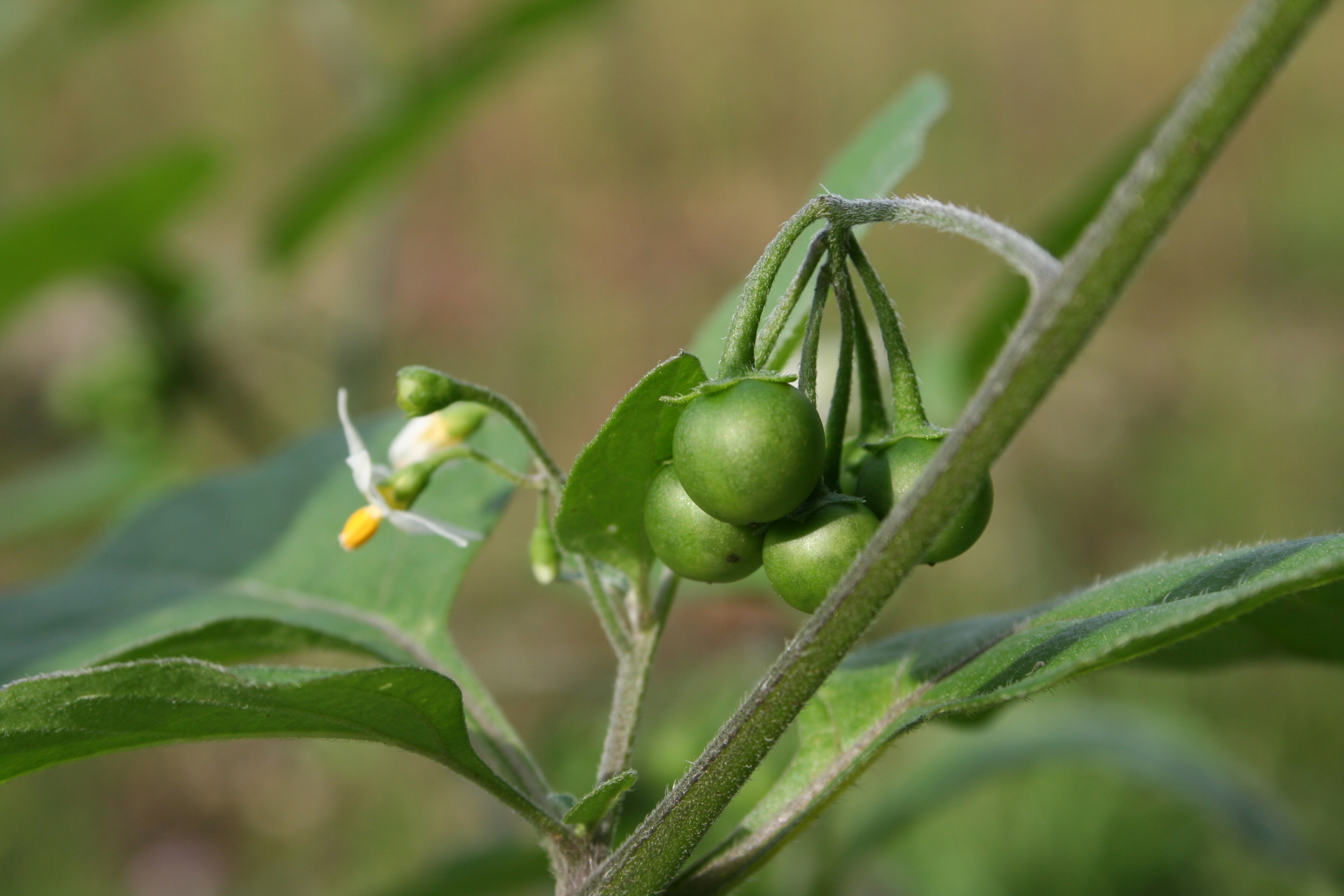
Frutti acerbi

- Gineceo: l'ovario (a due loculi) è supero formato da due carpelli; lo stilo è unico con stimma bilobo (o bifido).
- Fioritura : da marzo a novembre.
- Impollinazione: impollinazione per entomogamia.

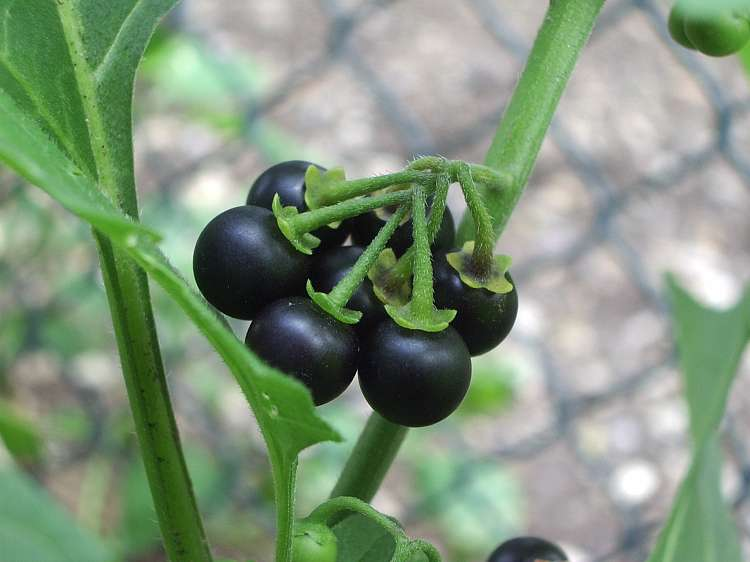
Frutti maturi

### Frutti

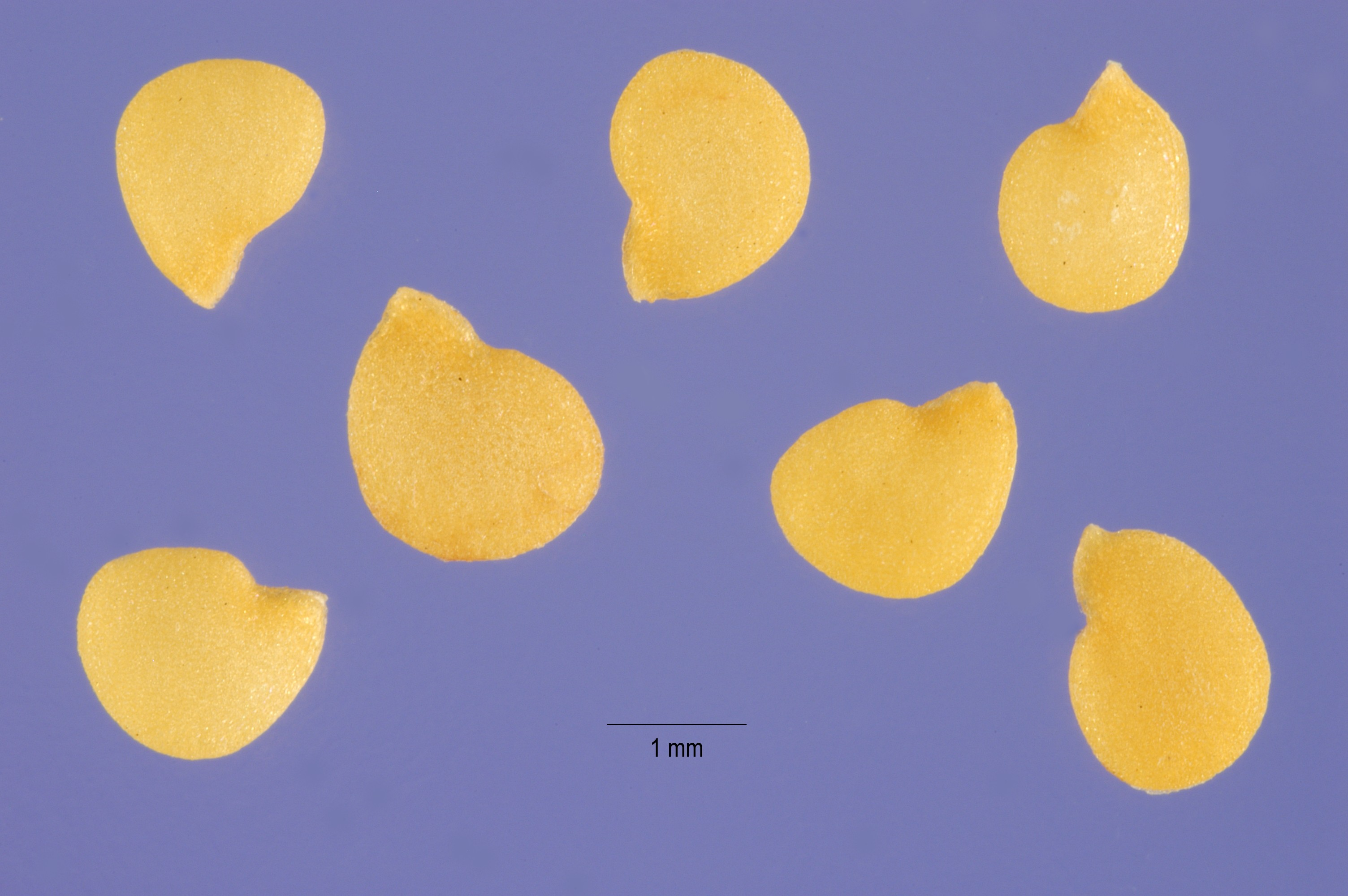
I semi

Il frutto è del tipo a piccola bacca ovata ed è diviso in diverse logge per contenere i diversi semi a forma discoidale o reniforme. Il colore delle bacche è verde e poi nero lucido, mentre la forma è ovoidale (più lunga che larga). Alla base il frutto è avvolto dal calice che è persistente. A maturazione si presentano come dei grappoli appesi. Dimensione della bacca : 6 – 7 mm.

## Distribuzione e habitat
- Geoelemento: il tipo corologico (area di origine) è Cosmopolita (Sinantropico), ma anche Eurasiatico.
- Diffusione: in Italia è diffusa su tutto il territorio (isole comprese). Sull'arco alpino mentre la sottospecie nigrum è diffusa ovunque (a parte la provincia di Bergamo), la sottospecie schultesii è segnalata solamente nelle provincie di Bolzano, Trento, Udine e Vercelli). Anche fuori dall'Italia la sottospecie nigrum è frequente su tutte le alture europee, mentre la sottospecie schultesii si trova solo sui Pirenei e nei Balcani. È una pianta molto comune e infestante specialmente per le colture del mais e della bietola e di altre colture erbacee ed arboree (il tipo di danno è dovuto soprattutto alla sottrazione di azoto e spazio). Fuori dall'Europa è diffusa in Asia, mentre in America e Australia probabilmente si è naturalizzata in seguito ad una sua successiva introduzione.
- Habitat: l'habitat tipico per questa specie sono gli incolti e ruderi; ma anche bordi dei sentieri e strade. Si trova facilmente negli orti, nelle vigne o campi di granoturco; e nei terreni che spesso si sarchiano per togliere le malerbe. La sottospecie schultesii invece è più facile trovarla presso i ruderi e le macerie. Per entrambe le sottospecie presenti in Italia il substrato preferito è calcareo oppure calcareo-siliceo con un terreno a pH basico, alto valore nutrizionale e mediamente umido.
- Diffusione altitudinale: la “Morella comune” si può trovare dal piano fino a 900 m s.l.m.; quindi frequenta i primi due piani vegetazionali: piano collinare e piano montano.

## Fitosociologia
Dal punto di vista fitosociologico le sottospecie di questa scheda appartengono alle seguenti comunità vegetali:
| Comunità   | subsp. nigrum                         | subsp. schultesii                     |
| ---------- | ------------------------------------- | ------------------------------------- |
| Formazione | Comunità terofiche pioniere nitrofile | Comunità terofiche pioniere nitrofile |
| Classe     | Stellarietea mediae                   | Stellarietea mediae                   |
| Ordine     |                                       | Sisymbrietalia                        |

## Tassonomia
La famiglia delle Solanaceae è una famiglia vegetale molto importante in quanto comprende fra l'altro diverse specie commestibili, come le patate, le melanzane, i pomodori e i peperoni; è inoltre una famiglia abbastanza numerosa, organizzata in quasi 100 generi per un totale di oltre 2000 specie, più della metà delle quali (circa 1400) appartengono al genere Solanum, una decina delle quali sono spontanee in Italia.

All'interno della famiglia, il genere della pianta di questa scheda appartiene alla sottofamiglia delle Solanoideae e alla tribù delle Solaneae.

Essendo questo genere molto corposo, normalmente viene suddiviso in sezioni. 
Adriano Fiori (botanico italiano 1865–1950), soprattutto per le specie spontanee dell'Italia, ha individuato tre sezioni: 
- Lycopersicum;
- Pachystemon;
- Leptostemon.

“Morella comune” appartiene alla sezione Pachystemon, caratterizzata soprattutto da antere brevi e deiscenti per due pori apicali; piante non spinose a fiori bratteolati bianchi o violetti composti in corimbi. In realtà, considerando tutte le specie del genere, le tassonomie più complete lo suddividono in mezza dozzina di sottogeneri con almeno una cinquantina di sezioni. In queste classificazioni la pianta di questa scheda è assegnata al sottogenere Solanum stricto sensu e alla sezione Solanum.

### Variabilità
Sono piante molto variabili, sia come morfologia che come portamento (questo giustifica anche il lungo elenco di sottospecie, varianti e sinonimi generato da questa pianta): possono essere sia annue che perennanti; sia erbacee che suffrutici; il colore della bacca, che è normalmente nero, può essere rosso-miniato, ma anche verde oppure giallo; la corolla è generalmente bianca, ma può assumere anche colorazioni violacee; può variare molto anche in grandezza; l'infiorescenza può essere racemosa come ombrelliforme più o meno allungata; varia il tipo di pelosità (può essere a peli semplici o ghiandolari ma anche tomentosa); varia infine il tipo di margine delle foglie, che può essere intero, dentato-angoloso oppure sinuato-dentato.
In climi più caldi (in Italia questo avviene nel Meridione) si nota il passaggio ad un ciclo perenne con piante suffruticose, quindi con fusti lignificati alla base.

Nell'elenco che segue sono indicate alcune varietà e sottospecie (l'elenco può non essere completo e alcuni nomi sono considerati da altri autori dei sinonimi della specie principale o anche di altre specie – vengono descritte dettagliatamente solamente le sottospecie presenti sul territorio italiano):
- Solanum nigrum L. proles alatum (Moench) Rouy (1908) (sinonimo = S. villosum subsp. miniatum)
- Solanum nigrum L. proles ochroleucum (Bast.) Rouy (1908) (sinonimo = S. nigrum subsp. nigrum)
- Solanum nigrum L. subsp. alatum (Moench) Celak. (1871) (sinonimo = S. luteum Mill. subsp. alatum (Moench) Dostál)
- Solanum nigrum L. subsp. chacoense Hassl. (1909)
- Solanum nigrum L. subsp. chlorocarpum (Spenn.) Arcang. (1882) (sinonimo = S. nigrum subsp. nigrum)
- Solanum nigrum L. subsp. dillenii (Schult.) Nyman (1881) (sinonimo = S. nigrum subsp. nigrum)
- Solanum nigrum L. subsp. erectum
- Solanum nigrum L. subsp. humile (Bernh.) Marzell (sinonimo = S. nigrum subsp. nigrum)
- Solanum nigrum L. subsp. humile (Willd.) Hartman (1846) (sinonimo = S. villosum subsp. villosum)
- Solanum nigrum L. subsp. luteovirescens (C.C.Gmel.) Kirschl. (1852) (sinonimo = S. nigrum subsp. nigrum)
- Solanum nigrum L. subsp. luteum (Mill.) Kirschl. (1852) (sinonimo = S. luteum Mill. subsp. luteum)
- Solanum nigrum L. subsp. miniatum (Bernh. ex Willd.) Arcang. (sinonimo = S. luteum Mill. subsp. alatum (Moench) Dostál)
- Solanum nigrum L. subsp. miniatum (Willd.) Hartman (1846) (sinonimo = S. villosum subsp. miniatum)
- Solanum nigrum L. subsp. moschatum (C.Presl) Arcang. (1882) (sinonimo = S. nigrum L. subsp. schultesii (Opiz) Wessely)
- Solanum nigrum L. subsp. nigrum : in questa sottospecie il fusto e le foglie sono subglabre (eventualmente sono presenti dei peli semplici); il margine delle foglie può essere intero o dentato in modo ottuso o anche lobato.
- Solanum nigrum L. subsp. ochroleucum (Bast.) Corb. (1894) (sinonimo = S. nigrum subsp. nigrum)
- Solanum nigrum L. subsp. schultesii (Opiz) Wessely (1960) (sinonimi = S. decipiens Opiz; = S. nigrum L. subsp. moschatum (C.Presl) Arcang.; = S. moschatum C.Presl subsp. parviflorum (Badarò) Nyman) – Morella di Schultes : questa sottospecie possiede dei peli patenti, il più delle volte ghiandolari; la lamina fogliare difficilmente è intera.
- Solanum nigrum L. subsp. stenopetalum (A.Braun) Arcang. (sinonimo = S. nigrum subsp. nigrum)
- Solanum nigrum L. subsp. villosum (L.) Ehrh. (1780) (sinonimo = S. luteum Mill. subsp. luteum)
- Solanum nigrum L. var. aguaraquiya Reiche
- Solanum nigrum L. var. americanum (Mill.) O.E. Schulz (1909) (sinonimo = S. americanum)
- Solanum nigrum L. var. amethystinum Kuntze (1891)
- Solanum nigrum L. var. atriplicifolium G. Mey.
- Solanum nigrum L. var. atriplicifolium Desportes (1838) (sinonimo = S. nigrum subsp. nigrum)
- Solanum nigrum L. var. dillenii A. Gray (1878)
- Solanum nigrum L. var. douglasii (Dunal) Gray (sinonimo = S. douglasii)
- Solanum nigrum L. var. flavum (Dunal) Rouy (1908) (sinonimo = S. nigrum subsp. nigrum)
- Solanum nigrum L. var. grossedentatum (A. Rich.) De Wild. (1922)
- Solanum nigrum L. var. humile (Bernh. ex Willd.) C.Y. Wu & S.C. Huang (1978)
- Solanum nigrum L. var. luteovirescens Desportes (1838) (sinonimo = S. nigrum subsp. nigrum)
- Solanum nigrum L. var. melanocerasum (All.) Dunal in DC. (1852) (sinonimo = S. scabrum)
- Solanum nigrum L. var. miniatum (Willd.) Cariot & St-Lager (1889) (sinonimo = S. nigrum subsp. miniatum)
- Solanum nigrum L. var. minor Hook. f. (1847)
- Solanum nigrum L. var. nigrum
- Solanum nigrum L. var. nodiflorum (Jacq.) A. Gray (1878)
- Solanum nigrum L. var. ochroleucum (Bast.) P. Fourn. (1937), non Woods (sinonimo = S. nigrum subsp. nigrum)
- Solanum nigrum L. var. patulum L. (1753)
- Solanum nigrum L. var. pauciflorum Liou (1935)
- Solanum nigrum L. var. pilcomayense (Morong) Chodat (1902)
- Solanum nigrum L. var. rigidum Dunal (1852)
- Solanum nigrum L. var. schultesii (Opiz) Rouy (1908) (sinonimo = S. nigrum subsp. schultesii)
- Solanum nigrum L. var. stenopetalum Döll (1845) (sinonimo = S. nigrum subsp. nigrum)
- Solanum nigrum L. var. stylosum Witasek ex Reiche
- Solanum nigrum L. var. suaveolens G. L. Guo
- Solanum nigrum L. var. suffruticosum (Schousboe ex Willd.) Moris (1858) (sinonimo = S. nigrum subsp. nigrum)
- Solanum nigrum L. var. tauschii (Opiz) Rouy (1908) (sinonimo = S. nigrum subsp. nigrum)
- Solanum nigrum L. var. villosum L. (1753) (sinonimo = S. villosum)
- Solanum nigrum L. var. violaceum Chen ex Wessely (1960)
- Solanum nigrum L. var. virginicum L. (1753) (sinonimo = S. americanum)
- Solanum nigrum L. var. vulgare L. (1753) (sinonimo = S. nigrum subsp. nigrum)

### Ibridi
La Solanum nigrum è strettamente collegata con la specie Solanum luteum Miller. Secondo Pignatti la pianta di questa scheda (organismo di tipo esaploide) è derivata dall'incrocio tra Solanum luteum Miller (tetraploide) e Solanum americanum Miller (specie diploide non presente in Italia).

Un altro ibrido è indicato qui di seguito :
- Solanum ×procurrens Leslie (1978) – Ibrido fra: S. nigrum e S. physalifolium var. nitidibaccatum

### Sinonimi
La specie di questa scheda ha avuto nel tempo diverse nomenclature. L'elenco che segue indica alcuni tra i sinonimi più frequenti:
- Solanum atriplicifolium Desportes ex Dunal (1816) (sinonimo = S. nigrum subsp. nigrum)
- Solanum canescens Kit. in Kanitz (1863) (sinonimo = S. nigrum subsp. nigrum)
- Solanum decipiens Opiz in Berchtold & Opiz (1843) (sinonimo = S. nigrum subsp. nigrum)
- Solanum dillenii Schult. (sinonimo = S. nigrum subsp. nigrum)
- Solanum guineense (L.) Lam. (1794), non L. (sinonimo = S. nigrum subsp. nigrum)
- Solanum hortense Dod. Ger.
- Solanum humile Bernh. ex Willd., non Lam. (sinonimo = S. nigrum subsp. nigrum)
- Solanum humile Salisb. (1796), non Jacq., non Lam. (sinonimo = S. nigrum subsp. nigrum)
- Solanum judaicum Besser (1809) (sinonimo = S. nigrum subsp. nigrum)
- Solanum morella Desvaux (1818) (sinonimo = S. nigrum subsp. nigrum)
- Solanum morella Desvaux subsp. nigrum (L.) Rouy (1908) (sinonimo = S. nigrum subsp. nigrum)
- Solanum moschatum C.Presl (1822) (sinonimo = S. nigrum subsp. nigrum)
- Solanum ochroleucum Bast. in Desv. (1814) (sinonimo = S. nigrum subsp. nigrum)
- Solanum oleraceum Dunal ex Poiret (1814) (sinonimo = S. nigrum subsp. nigrum)
- Solanum schultesii Opiz (1843) (basionimo per subsp. schultesii)
- Solanum suffruticosum Schousb. ex Willd. (1809) (sinonimo = S. nigrum subsp. nigrum)
- Solanum triangulare Lam. (1794)
- Solanum villosum Miller (1768) subsp. ochroleucum (Bast.) Nyman (1881) (sinonimo = S. nigrum subsp. nigrum)
- Solanum vulgare Park.
- Solanum vulgare Hegetschw. (1840) (sinonimo = S. nigrum subsp. nigrum)
- Solanum vulgatum Willd.

### Specie simili
- Solanum luteum Miller (sinonimo = Solanum vilosum Miller) – Morella rossa : è comune in tutto il territorio italiano come la specie S. nigrum; si differenzia comunque per il colore della bacca che è più aranciato, quasi giallo (ma la bacca è anche più allungata) e una maggiore pubescenza su tutta la pianta. Si differenzia anche per i denti del calice, che sono acuti (e non ottusi).
- Solanum dulcamara L. - Morella rampicante : anche questa pianta è comune su tutto il territorio italiano e si differenzia, come la precedente, per il fusto che è più prostrato e il portamento di tipo rampicante, e per la bacca che è rossa; oltre che per l'infiorescenza più numerosa e con petali viola brillante.

## Usi

### Farmacia
- Sostanze presenti: le foglie e i frutti in particolare contengono dei glucoalcaloidi tossici come la solanina (glucoalcaloide risultante dalla combinazione di un tri-saccaride con solanidina). Altre sostanze contenute nella pianta sono: tropeina, rutina, tannino, diversi eterosidi, asperagina, fitosterina e diversi grassi acidi[4][6].
- Proprietà curative: i preparati ricavati dalla pianta hanno proprietà analgesiche (attenuanti il dolore), sedative (calmanti stati nervosi o dolorosi in eccesso), antispasmodiche (attenuanti gli spasmi muscolari, e rilassanti anche del sistema nervoso), emollienti, diuretiche e febbrifughe (abbassanti la temperatura corporea); alcuni composti sono usati in dermatologia. Possono essere anche lievemente narcotici.
- Parti usate: le medicina usa di questa pianta soprattutto le parti fiorite. Si raccoglie in autunno.

### Cucina
Si sconsiglia l'uso alimentare in quanto pianta generalmente tossica anche se la sua effettiva tossicità viene a volte messa in discussione. Un tempo in Europa si consumavano le foglie, ma anche i frutti (ora non più). In realtà grazie al grande polimorfismo di questa pianta, in America, si è riuscito a creare una varietà (chiamata Garden Huckleberry) senz'altro non tossica, i cui frutti sono usati in cucina per ricavarne conserve e dolciumi. Questo dimostra che la tossicità di questa pianta è anch'essa un aspetto variabile e dipende dalle zone e dalla sottospecie..

Sono eduli invece le bacche di certi ceppi che crescono in India; queste profumano di pomodoro. Anche in Etiopia le bacche mature vengono normalmente mangiate.

## Notizie culturali
Questa pianta è conosciuta e usata fin dall'antichità. Era uno dei tanti componenti dell'“unguento populeo” consigliato solo per uso esterno data la sua velenosità (specialmente per le periartriti e per l'azione antalgica locale). Sempre anticamente le foglie venivano usate contro le ustioni. Sembra inoltre che insieme ad altre erbe sia stata una delle prime sostanze usate per addormentare i pazienti durante gli interventi chirurgici. In Puglia e in sud Italia, viene spesso chiamata “pomodoro delle serpi”, poiché, molti rettili (sauri e testuggini, per l'esattezza), si cibano volentieri delle bacche mature, che hanno evidentemente una bassa concentrazione di principi attivi potenzialmente tossici, oppure non esercitano la loro azione a causa della diversa fisiologia di questi animali.